# Castlequest
Castlequest (conocido en Japón como Castle Excellent (キャッスルエクセレント Kyassuru Ekuserento?) es un videojuego de aventura y lógica . Fue desarrollado y publicado por ASCII Corporation en 1985 para FM-7, PC-88 y Sharp X1. Otras versiones se lanzaron en 1986 para Famicom y MSX, y posteriormente fue lanzado en 1989 para NES en los Estados Unidos por Nexoft Corporation. 
Es la secuela de The Castle, lanzado en 1985 para el MSX, SG-1000 y otros sistemas. Al igual que ese juego, es un prototipo del género Metroidvania.

## Jugabilidad
El objetivo del juego es navegar por el castillo de Groken para rescatar a la princesa Margarita. El jugador puede empujar ciertos objetos a lo largo del juego para progresar. En algunas habitaciones, el príncipe, el protagonista del juego, solo puede avanzar a la siguiente habitación alineando bloques de cemento, tarros de miel, pasteles y bloques para contolar elevadores . El príncipe solo puede abrir una puerta si puede pararse frente a la puerta, lo que significa que no puede abrir la puerta mientras salta en el aire. El príncipe también debe llevar una llave que coincida con el color de la puerta que pretende abrir. El jugador puede navegar por el castillo con la ayuda de un mapa que se puede obtener desde la primera habitación que comienza. El mapa proporcionará al jugador una matriz de 10x10 habitaciones y resaltará la habitación en la que se encuentra la princesa. El jugador también debe evitar enemigos como Caballeros, Obispos, Magos, Espíritus de Fuego, Gatos y Flores Fantasmas. 

## Diferencias entre versiones
En las versiones para Family Computer y NES, cada habitación es más ancha que la pantalla, por lo que la pantalla se desplaza horizontalmente a medida que el jugador se mueve. Debido a los diferentes tamaños de los cuartos, se realizaron muchos ajustes en su diseño en comparación con la versión MSX. En la versión para Family Computer, el jugador comienza con 4 vidas, y el juego es compatible con el Famicom Data Recorder y el ASCII Turbo File para guardar y recobrar el progreso del juego. Cuando el juego fue rehecho para el NES, se eliminó la función de guardar el progreso (el NES no tiene un puerto de 15 pines que necesita para conectar el Turbo File). Sin embargo, el jugador tiene 50 vidas en lugar de 4 inicialmente. Hay dos hadas mágicas para ayudar. Otra diferencia entre las versiones MSX y NES / Family Computer es que el jugador puede atacar a los enemigos con su espada (o daga) solo en las versiones NES / Family Computer.